# Subura
Subura (auch Suburra) war in der Antike der Name eines Stadtviertels in Rom, das als Wohngegend der Armen und als Rotlichtviertel bekannt beziehungsweise berüchtigt war. Aber auch Gaius Iulius Caesar wohnte dort, bis er im Alter von 37 Jahren zum Pontifex Maximus gewählt wurde. Die Wohnverhältnisse in der Subura waren teilweise sehr beengt, wie aus zahlreichen Erwähnungen z. B. bei Juvenal und Martial hervorgeht. Nach der Subura war eine der vier städtischen Tribus benannt.
Die Subura gehörte nach der augusteischen Einteilung in die IV. Region der Stadt. Sie lag zwischen den Hügeln Quirinal, Cispius, Viminal und Esquilin (auf dem heutigen Stadtplan etwa auf halbem Weg zwischen Stazione Termini und Kolosseum). Durch die Subura verlief der clivus Suburanus (etwa der heutigen Via in Selci entsprechend) als Verbindungsstraße zwischen dem Argiletum und der Porta Esquilina in der Servianischen Stadtmauer.
Die Einwohner der Subura lieferten sich jedes Jahr am 15. Oktober einen kultischen Wettstreit mit den Anwohnern der Via Sacra, der als „Oktoberpferd“ (equus October) bekannt war.